# Christianity Today
Christianity Today (Kitô giáo Ngày nay) thành lập năm 1956, tòa soạn đặt tại Carol Stream, Illinois, Hoa Kỳ. Tờ Washington Post gọi Christianity Today là "lá cờ đầu của Phong trào Tin Lành". Tạp chí này thuộc tổ chức truyền thông bất vụ lợi cùng tên Christianity Today, có phạm vi hoạt động toàn cầu.
Tạp chí Christianity Today phát hành thường kỳ 130 000 ấn bản với số độc giả lên đến 260 000, chưa kể một website có nhiều bạn đọc ở địa chỉ ChristianityToday.com.
Nhà sáng lập, Billy Graham, nói rằng ông muốn "biểu dương lý tưởng Tin Lành theo khuynh hướng trung dung, phối hợp quan điểm thần học truyền thống với phương pháp cấp tiến nhằm tiếp cận các vấn đề xã hội." Tạp chí Chrisitianity Today ra đời như là đối trọng của tờ The Chrisitian Century theo khuynh hướng tự do lúc đó đang có nhiều ảnh hưởng trong cộng đồng Kháng Cách tại Hoa Kỳ. Mặt khác, tờ báo cũng là phương tiện kết nối các cộng đồng Tin Lành lại với nhau.
Christianity Today được xem là tiếng nói chủ đạo của Phong trào Tin Lành với nội dung liên quan đến các vấn đề của hội thánh trên khắp thế giới. Các ấn bản phát hành hằng tháng và website được cập nhật mỗi ngày bao gồm các cuộc phỏng vấn, những bài viết theo chủ đề, các tiểu luận, và những bài bình luận với tác giả là những nhà tư tưởng Cơ Đốc hàng đầu, cùng những bài phân tích thần học về những diễn biến đương thời,về các trào lưu, về con người và những vấn đề thời sự đang ảnh hưởng đến hội thánh. Christianity Today cũng có những bài phê bình từ góc nhìn của Kinh Thánh về những lựa chọn và thách thức mà tín hữu Cơ Đốc ngày nay đang đối diện.

## Lịch sử

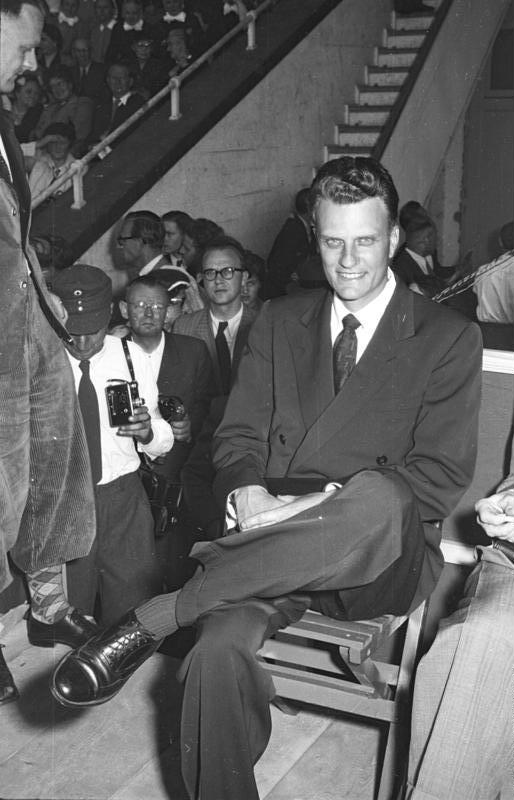
Billy Graham (1954),
hai năm sau ông thành lập Tạp chí Christianity Today.

Những ấn bản đầu tiên của Christianity Today phát hành ngày 15 tháng 10 năm 1956 với thư ngỏ "Tại sao là Christianity Today?"  viết rằng, 
| “ | Christianity Today bắt nguồn từ niềm khao khát sâu sắc muốn trình bày với thế hệ hiện nay một Cơ Đốc giáo lịch sử. Bị lãng quên, khinh miệt, và ngộ nhận, Cơ Đốc giáo Tin Lành cần một tiếng nói trong sáng được thể hiện với tình yêu thương và niềm xác tín nhằm công bố quan điểm chân thật của mình và thể hiện mình như là một giải pháp thích ứng cho tình trạng khủng hoảng của thế giới. Một thế hệ đang lớn lên mà không hề quan tâm đến các lẽ thật căn bản của đức tin Cơ Đốc, là những điều được dạy dỗ trong Kinh Thánh và công bố trong các bản tín điều của các giáo hội Tin Lành. | ” |

Chủ bút đầu tiên của tạp chí là Carl F. H. Henry. Những cây bút có đóng góp quan trọng trong hai thập niên đầu gồm có: F. F. Bruce, Edward John Carnell, Frank Gaebelein, Walter Martin, John Warwick Montgomery, và Harold Lindsell. Sau khi kế nhiệm Henry trong vị trí chủ bút, Lindsell chuyên chú vào các cuộc tranh luận về sự vô ngộ của Kinh Thánh. Những chủ bút kế tiếp của Chritianity Today là Kenneth Kantzer và Terry Muck. Những tác gia như Philip Yancey, Mark Galli, Richard Mouw từ Chủng viện Thần học Fuller, và Stephen L. Carter, giáo sư tại Trường Luật Yale, là những cây bút chủ lực hiện nay. Trước khi qua đời năm 2012, Charles Colson là người đóng góp thường xuyên cho tạp chí. Chủ bút đương nhiệm là Mark Galli.
Trong quyển tự truyện Just As I Am xuất bản năm 1997, Billy Graham viết về khải tượng và những ý tưởng của ông dành cho Christianity Today cũng như lịch sử của tạp chí này.

## Mục vụ
Sứ mạng của mục vụ bất vụ lợi này là "xây dựng một nội hàm Cơ Đốc nhằm thay đổi những người đang thay đổi thế giới." Christianity Today có mặt trên Internet từ tháng 10 năm 1994 khi tạp chí có tên trong danh sách 10 nhà cung cấp nội dung hàng đầu trên AOL. Đến năm 1996, website chính thức của tạp chí được đưa lên mạng với tên ChristianityOnline.com trước khi đổi thành ChristianityToday.com. Ngày nay ChristianityToday.com được sử dụng như là trang nhà cho tạp chí Christianity Today.
Thuộc trang chủ ChristianityToday.org có các chủ đề như Books & Culture, Leadrship Journal dành cho giới lãnh đạo hội thánh, Kyria.com cho phụ nữ Cơ Đốc, và PreachingToday.com cho các diễn giả trong hội thánh.
Christian History là chuyên mục lịch sử của tạp chí, xuất bản lần đầu vào tháng 1 năm 1982. Mỗi số có nhiều bài viết xoay quanh một chủ đề được chọn. Christian History phát hành bốn lần mỗi năm. Từ năm 2008, chỉ còn bản điện tử trên ChristianityToday.com.
Tổng cộng các nhánh của Christianity Today mỗi tháng tiếp cận hơn 2, 5 triệu người, còn có thêm 5 triệu lượt người xem trên Internet.

### Các phiên bản quốc tế
Phiên bản tiếng Hàn Christianity Today Korea ra mắt vào tháng 6 năm 2008. Ra mắt độc giả nói tiếng Bồ Đào Nha là ấn bản tháng 10/11 năm 2007 của tạp chí Christianity Today Brazil.
Hai phiên bản quốc tế của Leadership Journal ra mắt trong năm 2012: một bản tiếng Anh dành cho châu Phi đến với độc giả trong tháng 9, và một bản tiếng Bồ Đào Nha trong tháng 10.

### Sách & Văn hóa
Tập san Sách & Văn hóa xuất bản 6 lần mỗi năm có các chuyên mục về điểm sách và tri thức theo mô hình của Bán nguyệt san New York Review of Books và Tuần san New York Times Book Review. Tập san có số phát hành là 11 000 ấn bản với 20 000 bạn đọc. Chủ bút tập san là John Wilson, trong số những người đóng góp có những cây bút nổi tiếng như Mark Noll, Lauren Winner, Alan Jacobs, Jean Bethke Elshtain, và Miroslav Volf.